# Neptun (település)
Neptun üdülőfalu Constanța megyében, Dobrudzsában, Romániában. Közigazgatásilag Mangalia városához tartozik.

## Fekvése
Az ország délkeleti részén, a Fekete-tenger partján található, Mangaliától hat kilométerre északra, Olimp (északra) és Jupiter (délre) településekkel összenőve.

## Története
Az üdülőfalut 1972-ben hozták létre.

## Turizmus
A település és a tengerpart között egy tórendszer húzódik, északon a Neptun I, délen pedig a Neptun II tavakat egy földnyelv választja el, melyen keresztül a part megközelíthető. Ennek köszönhető, hogy egyetlen nagyobb szálloda sem épülhetett közvetlenül a tenger mellett. Az 1989-es romániai forradalom előtti időszakban a román tengerpart legjelentősebb üdülőközpontja volt. A rendszerváltást követő szállodaprivatizációk körül kialakult botrányok miatt a nagyobb fejlesztések elmaradtak, így elveszítette vezető szerepét az ország tengerparti turizmusában Mamaiával szemben. Tengerpartjának neve „La Steaguri”, mely délen Jupiter homokos strandjaival folytatódik, északon, Olimp irányában, viszont le van zárva az itt található román kormányzati üdülő miatt. A homokos part szélessége 30 és 100 méter között váltakozik.

## Külső hivatkozások
- plaja.ro
- romturism.ro